# 麻生良方
麻生 良方（あそう よしかた、1923年（大正12年）12月15日 - 1995年（平成7年）2月21日）は、日本の政治家、政治評論家。衆議院議員（4期）。

## 来歴・人物
東京府出身。戦前の無産政党の指導者麻生久の長男として生まれた。少年時代は詩人に憧れ、1943年（昭和18年）に詩集『青薔薇』を自費出版して近所の書店に置いてもらったという経験がある。
旧制開成中学（現開成高等学校）を卒業し、1945年（昭和20年）に早稲田大学文学部を中退後、日本社会党本部へ入り、1950年（昭和25年）から浅沼稲次郎の秘書となる。
1959年の第5回参院選・東京地方区（改選数4）で社会党は現職の岡田宗司、新人の麻生、岡本丑太郎の3人を擁立。票が分散したためいずれも落選した。民主社会主義連盟事務局長に就任。
1960年（昭和35年）1月の民主社会党の結成に参加。
同年10月12日、浅沼が日比谷公会堂で殺害された（浅沼稲次郎暗殺事件）。10月24日、衆議院解散。社会党は浅沼の東京1区（定数4）に浅沼の妻・享子を後継として擁立した。民社党の西村栄一は同選挙区に麻生を刺客として送り込んだ。享子に同情票が集まり、逆に麻生は「裏切り者」との批判を受け、第29回衆議院議員総選挙は次点で落選した。
1963年（昭和38年）の第30回衆議院議員総選挙で初当選。党副書記長などを歴任。
1965年（昭和40年）、国会内の芸術議員連盟を基盤として、通商産業省認可団体社団法人国際芸術見本市協会を設立、初代理事長に就任、翌1966年（昭和41年）3月には協会最初の事業として第1回ジャパン・アート・フェスティバル（日本芸術祭）をニューヨークにおいて開催した。
1967年（昭和42年）1月、再選。同年、民社党都連会長だった麻生は、東京都知事選挙の党の候補者として、同盟系の市民団体「核兵器禁止平和建設国民会議」（核禁会議）議長の松下正寿に目を付け直接打診した。松下は受諾し、民社・自民の共同推薦が実現したが、同年4月の選挙で社会・共産推薦の美濃部亮吉に小差で敗れた。
1969年（昭和44年）12月、3期目の当選を果たす。
1972年（昭和47年）12月の衆院選で、前回選と同じく、自民党は2人、社会党、共産党、公明党、民社党はそれぞれ1人ずつ候補者を立てた。麻生は6人の候補者の中で最も低い得票数で落選した。それとともに共産党新人の紺野与次郎がトップ当選を果たしたことが麻生の自尊心を傷つけた。落選を機に離党し、政治評論家に転向した。
1974年（昭和49年）、自民党幹事長代理の江﨑真澄は政治評論家に転向した麻生を行きつけの小料理店に呼び、「来年の都知事選に出てもらいたい」と口説いた。固辞すると、1週間後には党参議院議員会長の安井謙から督促の電話を受けた。これをきっかけとして麻生は娑婆気を起こし始める。
1976年（昭和51年）12月5日に行われた衆院選に無所属で東京1区から立候補してトップ当選を果たした。同年12月30日、宇都宮徳馬、鳩山邦夫ら都内の他の選挙区選出の衆議院議員とともに会派「無党派クラブ」を結成した。
1977年（昭和52年）11月、麻生は仲間の宇都宮に「議員を辞めて都知事選に出る」と打ち明け、反対された、
1979年（昭和54年）4月8日投票・9日開票の東京都知事選に無所属で立候補した。自民・民社・公明推薦の鈴木俊一、社会・共産推薦の太田薫と争い、得票数3位で落選した。開票翌日の朝日新聞朝刊は「善戦の麻生氏、区部の『太田票』食う」と見出しに掲げた。統一地方選挙後半日程（4月22日）に行われた中野区長選挙で、社会党・共産党・社民連・革自連が推薦する青山良道ではなく、自民党・公明党・民社党・新自クが推薦する佐久間稔を応援したため、「麻生さんの都知事選立候補は、うわさどおり太田つぶしだったのか」との声が各方面で上がった。
同年10月の第35回衆議院議員総選挙に無所属で立候補するも、6番目の得票数で落選、供託金も没収された。政治家廃業宣言を行って麻生情報文化研究所を設立、所長となる。
1994年（平成6年）4月の春の叙勲で勲二等に叙され、瑞宝章を受章する。
1995年（平成7年）2月21日、死去した。71歳没。同月24日、特旨を以て位記を追賜され、死没日付をもって従四位に叙された。墓所は多磨霊園（9区1種13側）。

## エピソード
三島由紀夫の親友の一人で、三島の小説『贋ドン・ファン記』のモデルとなった。1967年には三島から「やらないのは政治だけだが、どうしてもこれをやってみたい」と相談を受けたことがある。
1968年創刊の文芸雑誌『ポリタイア』の同人であり、世耕政隆とは党派の別を超えてともにスポンサーとなっていた。

## 著書
- 『恋と詩を求めて』（根っこ文庫太陽社、1966年）
- 『明日をひらく』（根っこ文庫太陽社、1966年）
- 『暗殺者 謀略の戦後史』（廣済堂出版、1975年）
- 『私の手も汚れていた』（日経通信社、1976年）
- 『新政治家待望論』（山手書房、1976年）
- 『革命への挽歌 自伝的戦後秘史』（講談社、1977年）
- 鳩山邦夫、麻生良方、宇都宮徳馬『われら無党派』荒地出版社、1977年6月24日。
- 『政治のドラマは終わった』日本書籍、1979年6月20日。